# Bruneis Billie Jean King Cup-lag
Bruneis Billie Jean King Cup-lag representerar Brunei i tennisturneringen Billie Jean King Cup, och kontrolleras av Bruneis tennisförbund. 

## Historik
Brunei deltog första gången 1996.